# Djéli
Série
Wariko, le gros lot
(1993)
Pour plus de détails, voir Fiche technique et Distribution.
Djéli est un film ivoirien, réalisé par Fadika Kramo-Lanciné, sorti en 1981,,,.

## Synopsis
Au sein d’une Afrique en pleine évolution, émergent des problèmes qui trouvent leurs fondements dans des traditions ancestrales. Deux étudiants ivoiriens, Fanta et Karamoko, se rencontrent, s’aiment et nourrissent des projets de mariage. Issus du même village, ils ont grandi ensemble et leurs parents respectifs se connaissent parfaitement. Quoi de plus normal ? Ce mariage, ils le voyaient, le rêvaient déjà. Ce qu’ils ignorent, c’est la raison pour laquelle leur union ne peut se solder par un succès. Karamoko Kouyaté, fils de griot, ne peut avoir pour épouse Fanta, fille d’un descendant direct des illustres familles du mandingue,,.

## Fiche technique
- Titre original : Djéli, conte d’aujourd’hui[8]
- Titre français : Djéli
- Réalisation :Fadika Kramo-Lanciné
- Scénario : Fadika Kramo-Lanciné
- Montage : Hanne Nouri
- Photo : N’Gouan Kacou, Christian Lacoste
- Production : Dubass Film Production
- Pays d'origine : Côte d’Ivoire
- Langue : dioula[9]
- Genre : fiction
- Durée : 89 minutes
- Date de sortie : 1981

## Distribution
- Fatou Ouatara (Fanta)
- Joachim Ouatara (Karamoko)

## Récompenses
- 1981 : Grand prix d'or de l'Étalon de Yennenga (7e Fespaco, Ouagadougou)
- 1981 : Prix de la critique internationale
- 1981 : Prix de l’Office catholique international du cinéma (Ocic)